# مارشا میتزمن گیون
مارشا میتزمن گـِیوِن (انگلیسی: Marcia Mitzman Gaven؛ زادهٔ ۲۸ فوریهٔ ۱۹۵۹) یک هنرپیشه و صدا پیشه اهل ایالات متحده آمریکا است.

## گزیدهٔ آثار

### تلویزیون
- سیمپسون‌ها (۲۰۰۲–۱۹۹۹)
- فریژر (۱۹۹۸)
- نمایش درو کری (۱۹۹۶)